# Blanche av Lancaster
Blanche av Lancaster, född 25 mars 1342 på Bolingbroke Castle, död 12 september 1368 på Tutbury Castle, var en engelsk prinsessa, gift 1359 med sin kusin, den engelske prinsen Johan av Gent.
Hon var arvtagare till stora gods efter sin far. Hennes äktenskap har beskrivits som legendariskt lyckligt. Blanche beskrevs som en skönhet av Jean Froissart och Geoffrey Chaucer, och besjöngs som "White" (efter sitt namn, som betyder vit på franska) i den senares The Book of the Duchess.

## Barn
- Filippa Plantagenet (1360–1426), gift med kung Johan I av Portugal (1357–1433)
- John Plantagenet (1362–1365)
- Elizabeth Plantagenet (1364–1426), gift med (1) John Hastings, 3:e earl av Pembroke (1372–1389); (2) John Holland, 1:e hertig av Exeter (1350–1400); (3) John Cornwall, 1:e baron Fanhope (död 1443)
- Edward Plantagenet (1365–1368)
- John Plantagenet (född 1366)
- Henrik IV av England (1367–1413), gift med (1) Mary de Bohun (1369–1394); (2) Johanna av Navarra (1368–1437)
- Isabel Plantagenet (född 1368)